# Macquartia grisescens
Macquartia grisescens là một loài ruồi trong họ Tachinidae.